# Copa Intertoto da UEFA de 1998
A Copa Intertoto da UEFA de 1998 foi a 4ª edição da prova, ganha pelo Valencia, Werder Bremen, e Bologna. As três equipas qualificaram-se para a Copa da UEFA de 1998-99.

## 1ª Eliminatória
Os jogos realizaram-se a 20 e 21 de Junho para a primeira mão e 27 e 28 de Junho os da segunda mão.
| Equipe 1                    | Total      | Equipe 2                 | 1.º jogo | 2.º jogo   |
| --------------------------- | ---------- | ------------------------ | -------- | ---------- |
| Altay SK                    | 5-4        | Shamrock Rovers F.C.     | 3-1      | 2-3 (a.p.) |
| Ethnikos Achna FC           | 2-5        | Örgryte IS               | 2-1      | 0-4        |
| FC Dnepr-Transmash          | 2-10       | Debreceni VSC            | 2-4      | 0-6        |
| Leiftur                     | 0-6        | FC Vorskla Poltava       | 0-3      | 0-3        |
| Ebbw Vale A.F.C.            | 1-9        | Kongsvinger IL           | 1-6      | 0-3        |
| FC Naţional Bucureşti       | 5-2        | Hapoel Haifa FC          | 3-1      | 2-1        |
| FK Austria Wien             | 2-3        | Ruch Chorzów             | 0-1      | 2-2        |
| FC Baltika Kaliningrad      | 5-1        | PFC Spartak Varna        | 4-0      | 1-1        |
| Stabæk                      | 3-5        | FK Vojvodina             | 1-2      | 2-3        |
| NK Hrvatski Dragovoljac     | 2-4        | Lyngby Boldklub          | 1-4      | 1-0        |
| NK Rimavská Sobota          | 3-2        | Omagh Town F.C.          | 1-0      | 2-2        |
| FC Hobscheid                | 1-2        | SK Hradec Králové        | 0-0      | 1-2        |
| Diósgyőri FC                | 5-2        | Sliema Wanderers F.C.    | 2-0      | 3-2        |
| Turun Palloseura            | 3-3 (g.f.) | FC Sion                  | 0-1      | 3-2        |
| Vágs Bóltfelag              | 1-6        | 1. FC Brno               | 0-3      | 1-3        |
| FC St. Gallen               | 9-3        | Viljandi Tulevik II      | 3-2      | 6-1        |
| Dinaburg FC                 | 2-5        | OD Trencin               | 1-1      | 1-4        |
| Inkaras Kaunas              | 1-1 (g.p.) | Baki Fahlasi             | 1-0      | 0-1        |
| FC Torpedo Kutaisi          | 7-1        | Erebuni-Homenmen Yerevan | 6-0      | 1-1        |
| FK Makedonija Gjorče Petrov | 5-3        | Olimpija Ljubljana       | 4-2      | 1-1        |

Legenda:
- a.p. - equipa apurou-se após prorrogação

## 2ª Eliminatória
Os jogos realizaram-se a 4 e 5 de Julho para a primeira mão e 11 e 12 de Julho os da segunda mão.
| Equipe 1                    | Total      | Equipe 2               | 1.º jogo | 2.º jogo |
| --------------------------- | ---------- | ---------------------- | -------- | -------- |
| Werder Bremen               | 5-1        | Inkaras Kaunas         | 4-1      | 1-0      |
| Turun Palloseura            | 2-5        | FC Shinnik Yaroslavl   | 0-2      | 2-3      |
| Boby Brno                   | 5-5 (g.f.) | RCD Espanyol           | 5-3      | 0-2      |
| Akademisk Boldklub          | 3-3 (g.f.) | FC Vorskla Poltava     | 2-2      | 1-1      |
| SV Austria Salzburg         | 3-2        | FC St. Gallen          | 3-1      | 0-1      |
| Iraklis                     | 3-4        | FC Naţional Bucureşti  | 3-1      | 0-3      |
| K.F.C. Lommel S.K.          | 2-2 (g.f.) | FC Torpedo Kutaisi     | 0-1      | 2-1      |
| FK Vojvodina                | 4-0        | Örebro SK              | 2-0      | 2-0      |
| FK Makedonija Gjorče Petrov | 1-7        | SC Bastia              | 1-0      | 0-7      |
| FC Twente                   | 2-0        | Kongsvinger IL         | 2-0      | 0-0      |
| U.C. Sampdoria              | 2-1        | NK Rimavská Sobota     | 2-0      | 0-1      |
| Samsunspor                  | 4-3        | Lyngby Boldklub        | 3-0      | 1-3      |
| Debreceni VSC               | 1-1 (g.f.) | SK Hradec Králové      | 0-0      | 1-1      |
| Altay SK                    | 2-1        | Diósgyőri FC           | 1-1      | 1-0      |
| Örgryte IS                  | 2-2 (g.f.) | Ruch Chorzów           | 2-1      | 0-1      |
| OD Trencin                  | 0-1        | FC Baltika Kaliningrad | 0-1      | 0-0      |

Legenda:
- g.f. - equipa apurou-se pela Regra do gol fora de casa

## 3ª Eliminatória
Os jogos realizaram-se a 18 e 19 de Julho para a primeira mão e 25 de Julho os da segunda mão.
| Equipe 1            | Total      | Equipe 2               | 1.º jogo | 2.º jogo   |
| ------------------- | ---------- | ---------------------- | -------- | ---------- |
| Debreceni VSC       | 3-2        | FC Hansa Rostock       | 1-1      | 2-1        |
| K.R.C. Harelbeke    | 0-4        | U.C. Sampdoria         | 0-1      | 0-3        |
| AJ Auxerre          | 1-2        | RCD Espanyol           | 1-1      | 0-1        |
| Ruch Chorzów        | 2-2 (g.p.) | Estrela da Amadora     | 1-1      | 1-1        |
| Valencia CF         | 4-2        | FC Shinnik Yaroslavl   | 4-1      | 0-1        |
| Crystal Palace F.C. | 0-4        | Samsunspor             | 0-2      | 0-2        |
| Fortuna Sittard     | 5-2        | FC Vorskla Poltava     | 3-0      | 2-2        |
| Bologna F.C. 1909   | 3-3 (g.f.) | FC Naţional Bucureşti  | 2-0      | 1-3        |
| SC Bastia           | 4-3        | Altay SK               | 2-0      | 2-3 (a.p.) |
| K.F.C. Lommel S.K.  | 2-5        | Werder Bremen          | 1-3      | 1-2        |
| FC Twente           | 3-5        | SV Austria Salzburg    | 2-2      | 1-3        |
| FK Vojvodina        | 4-2        | FC Baltika Kaliningrad | 4-1      | 0-1        |

Legenda:
- g.p. - equipa apurou-se após disputa de desempate por penalties

## Meias-finais
Os jogos realizaram-se a 29 de Julho e 5 de Agosto.
| Equipe 1          | Total | Equipe 2            | 1.º jogo | 2.º jogo |
| ----------------- | ----- | ------------------- | -------- | -------- |
| SC Bastia         | 2-4   | FK Vojvodina        | 2-0      | 0-4      |
| Bologna F.C. 1909 | 3-2   | U.C. Sampdoria      | 3-1      | 0-1      |
| Fortuna Sittard   | 3-4   | SV Austria Salzburg | 2-1      | 1-3      |
| Ruch Chorzów      | 4-0   | Debreceni VSC       | 1-0      | 3-0      |
| Werder Bremen     | 6-0   | Samsunspor          | 3-0      | 3-0      |
| RCD Espanyol      | 0-3   | Valencia CF         | 0-1      | 0-2      |

## Finais
Os jogos realizaram-se a 10 e 25 de Agosto.
| Equipe 1            | Total | Equipe 2     | 1.º jogo | 2.º jogo |
| ------------------- | ----- | ------------ | -------- | -------- |
| SV Austria Salzburg | 1-4   | Valencia CF  | 0-2      | 1-2      |
| Werder Bremen       | 2-1   | FK Vojvodina | 1-0      | 1-1      |
| Bologna F.C. 1909   | 3-0   | Ruch Chorzów | 1-0      | 2-0      |